# 1602 (komiks)
1602 (tytuł oryginalny Marvel 1602) – tytuł 8-częściowej, amerykańskiej serii komiksowej, której autorami są Neil Gaiman (scenariusz), Andy Kubert (rysunki) i Richard Isanove (kolory). Seria ukazała się nakładem wydawnictwa Marvel w latach 2003–2004; po raz pierwszy w Polsce opublikował ją w dwóch zbiorczych tomach Egmont Polska w 2004 roku, a po raz drugi w jednym albumie Hachette w ramach Wielkiej kolekcji komiksów Marvela w 2014 roku.

## Fabuła
Akcja komiksu rozgrywa się w alternatywnym (znanym jako Ziemia-311) świecie, w 1602 roku, głównie w Anglii (za panowania Elżbiety I i Jakuba I).
Na terenie całej Europy mają miejsce niepokojące, katastrofalne w skutkach zdarzenia (m.in. trzęsienie Ziemi w Yorku), które powodują panikę na kontynencie. Nadworny mag królowej Anglii, sir Stephen Strange („zastępujący” Johna Dee), uważa, że mogą mieć one związek z nadnaturalnymi mocami Virginii Dare (pierwszego dziecka urodzonego w kolonii Roanoke).
W tym czasie między Anglią a Latverią (fikcyjnym państwem położonym w pobliżu Karpat) trwa wyścig o przejęcie skarbu templariuszy, który ma być potężną bronią. Głównymi antagonistami są sir Nicholas Fury, szef angielskiego wywiadu, i hrabia Otto von Doom, władca Latverii.
W tej wersji rzeczywistości król Jakub, współpracując z Wielkim Inkwizytorem Hiszpanii, Enriquem, chce za jednym zamachem zamordować królową Elżbietę (by objąć po niej tron) i oskarżyć o tę zbrodnię przywódcę czarowników (ang. witchbreeds, ówczesnych mutantów), Carlosa Javiera.
Sir Stephenowi udaje się poznać przyczynę tajemniczych zdarzeń. Aby im zapobiec, musi zawiązać pakt z sir Nicholasem i Carlosem Javierem, skierowany przeciw królowi Jakubowi. Władca ścina Strange’a, ale sir Nicholasowi i Javierowi udaje się uciec do kolonii Roanoke. Wkrótce trafia tam także Inkwizytor (ze swoimi asystentami, a zarazem dziećmi) oraz wysłannik Jakuba Stuarta, David Banner.
Na miejscu okazuje się, że przyczyną zamieszania był ochroniarz Virginii, Rojhaz (który okazał się być przybyłym z przyszłości Kapitanem Ameryką). Ostatecznie wraca do swoich czasów, co przywraca równowagę we wszechświecie.

## Bohaterowie

### Historyczni
- Elżbieta I Tudor, królowa Anglii. Została zamordowana przez Otto von Dooma w 1602 roku (na rok przed rzeczywistym zgonem).
- Jakub I Stuart, król Anglii.
- Virginia Dare, pierwsze dziecko urodzone w kolonii Roanoke. W komiksie otrzymała zdolność metamorfozy (w dowolne stworzenie), zainspirowaną przez legendę (miała rzekomo zginąć w postaci białej sarny).

### Fikcyjni
- sir  Nicholas Fury – szef królewskiego wywiadu (za panowania Elżbiety).
- sir  Stephen Strange – nadworny mag.
- Peter Parquagh – asystent sir Nicholasa. W 1602 liczne są sytuacje, gdy Peter nieomal zostaje ugryziony przez pająka.
- Matthew Murdoch – ślepy irlandzki minstrel, niekiedy pracujący dla sir Nicholasa.
- Rojhaz – ochroniarz Virginii; w rzeczywistości nazywa się Steve Rogers i przybył do świata 1602 z przyszłości, w której przeciwstawił się faszystowskim rządom prezydenta Zebediaha Killgrave’a.
- Carlos Javier – Hiszpan żyjący w Anglii. Założył College dla Szlachetnie Urodzonych, gdzie szkolił podobnych mu czarowników (mutantów). Podobnie jak jego Marvelowski odpowiednik, profesor Charles Xavier, jest sparaliżowany od pasa w dół.

Czwórka z pokładu Fantastick:
- kapitan Benjamin Grimm
- sir  Richard Reed
- Susan Storm
- John Storm

W czasie rejsu Fantastickiem po Morzu Sargassowym zostali poddani działaniu nieznanych fal. Ciało kapitana Grimma stało się twarde jak skała, Reeda – rozciągliwe jak woda, Susan – niewidzialne jak powietrze, Johna – nabrało właściwości ognia. Wszyscy oni są bohaterami ballady Murdocha.
- Inkwizytor Enrique – ochrzczony Żyd, czarownik, szef Braterstwa Tych, Którzy Posiądą Ziemię (nazwa jest aluzją do cytatu z Księgi Psalmów 37,9).
- David Banner – doradca króla Jakuba, wysłany do Roanoke w celu zabicia sir Nicholasa.